# Qasr al-Sagha
Qasr al-Saghah és un temple egipci de l'Imperi mitjà de la regió de l'Oasi del Faium, prop de Dimai, edificat en pedra que tenia set capelles i no se sap perquè servia. Era al costat del llac Qarun (desaparegut) i del desert i es creu que no fou mai acabat. La construcció recorda a la dels inques del Perú. A la vora del temple no hi havia cap ciutat però el lloc fou habitat a la prehistòria (algun poblats a la plana al sud).